# Список телефонних кодів України
Телефонні коди — перелік телефонних кодів міст та селищ міського типу України.
| Місто, смт             | Область                   | Телефонний код |
| ---------------------- | ------------------------- | -------------- |
| Аграрне                | Автономна Республіка Крим | 651            |
| Аерофлотський          | Автономна Республіка Крим | 652            |
| Азовське               | Автономна Республіка Крим | 6564           |
| Албат                  | Автономна Республіка Крим | 6554           |
| Алупка                 | Автономна Республіка Крим | 654            |
| Алушта                 | Автономна Республіка Крим | 6560           |
| Алчевськ               | Луганська область         | 6442           |
| Амвросіївка            | Донецька область          | 6259           |
| Ананьїв                | Одеська область           | 4863           |
| Андріївка              | Запорізька область        | 6153           |
| Андрушівка             | Житомирська область       | 4136           |
| Антрацит               | Луганська область         | 6431           |
| Апостолове             | Дніпропетровська область  | 5656           |
| Арбузинка              | Миколаївська область      | 5132           |
| Армянськ               | Автономна Республіка Крим | 6565           |
| Арциз                  | Одеська область           | 4845           |
| Асканія-Нова           | Херсонська область        | 5538           |
| Бабаї                  | Харківська область        | 57(2)          |
| Багерове               | Автономна Республіка Крим | 6557           |
| Балабине               | Запорізька область        | 61(2)          |
| Балаклія               | Харківська область        | 5749           |
| Балта                  | Одеська область           | 4866           |
| Бар                    | Вінницька область         | 4341           |
| Баранівка              | Житомирська область       | 4144           |
| Барвінкове             | Харківська область        | 5757           |
| Баришівка              | Київська область          | 4576           |
| Батурин                | Чернігівська область      | 4635           |
| Бахмач                 | Чернігівська область      | 4635           |
| Бахмут                 | Донецька область          | 6274           |
| Бахчисарай             | Автономна Республіка Крим | 6554           |
| Баштанка               | Миколаївська область      | 5158           |
| Безлюдівка             | Харківська область        | 57(2)          |
| Бердичів               | Житомирська область       | 4143           |
| Бердянськ              | Запорізька область        | 6153           |
| Берегове               | Закарпатська область      | 3141           |
| Бережани               | Тернопільська область     | 3548           |
| Березанка              | Миколаївська область      | 5153           |
| Березівка              | Одеська область           | 4856           |
| Березівка              | Харківська область        | 57(2)          |
| Березне                | Рівненська область        | 3653           |
| Березнегувате          | Миколаївська область      | 5168           |
| Берислав               | Херсонська область        | 5546           |
| Бершадь                | Вінницька область         | 4352           |
| Биківка                | Житомирська область       | 4146           |
| Бібрка                 | Львівська область         | 3263           |
| Біла Криниця           | Житомирська область       | 4132           |
| Біла Церква            | Київська область          | 456(3)         |
| Білгород-Дністровський | Одеська область           | 4849           |
| Білий Колодязь         | Харківська область        | 5741           |
| Біловодськ             | Луганська область         | 6466           |
| Білогірськ             | Автономна Республіка Крим | 6559           |
| Білогір'я              | Хмельницька область       | 3841           |
| Білозерка              | Херсонська область        | 5547           |
| Білозерське            | Донецька область          | 6277           |
| Білокуракине           | Луганська область         | 6462           |
| Білопілля              | Сумська область           | 5443           |
| Більмак                | Запорізька область        | 6147           |
| Біляївка               | Одеська область           | 4852           |
| Благовіщенське         | Кіровоградська область    | 5259           |
| Близнюки               | Харківська область        | 5754           |
| Бобринець              | Кіровоградська область    | 5257           |
| Бобровиця              | Чернігівська область      | 4632           |
| Богодухів              | Харківська область        | 5758           |
| Богородчани            | Івано-Франківська область | 3471           |
| Богуслав               | Київська область          | 4561           |
| Бойківське             | Донецька область          | 6279           |
| Болград                | Одеська область           | 4846           |
| Болехів                | Івано-Франківська область | 3477           |
| Борзна                 | Чернігівська область      | 4653           |
| Борислав               | Львівська область         | 3248           |
| Бориспіль              | Київська область          | 4595           |
| Борова                 | Київська область          | 4565           |
| Борова                 | Харківська область        | 5759           |
| Бородянка              | Київська область          | 4577           |
| Борщів                 | Тернопільська область     | 3541           |
| Боярка                 | Київська область          | 4598           |
| Браїлів                | Вінницька область         | 4332           |
| Братське               | Миколаївська область      | 5131           |
| Брацлав                | Вінницька область         | 4331           |
| Бровари                | Київська область          | 4594           |
| Броди                  | Львівська область         | 3266           |
| Броницька Гута         | Житомирська область       | 4141           |
| Брусилів               | Житомирська область       | 4162           |
| Брянка                 | Луганська область         | 6443           |
| Буди                   | Харківська область        | 572            |
| Буринь                 | Сумська область           | 5454           |
| Бурштин                | Івано-Франківська область | 3438           |
| Буськ                  | Львівська область         | 3264           |
| Буча                   | Київська область          | 4597           |
| Бучач                  | Тернопільська область     | 3544           |
| Валки                  | Харківська область        | 5753           |
| Вапнярка               | Вінницька область         | 4350           |
| Вараш                  | Рівненська область        | 3636           |
| Варва                  | Чернігівська область      | 4636           |
| Василівка              | Запорізька область        | 6175           |
| Васильків              | Київська область          | 4571           |
| Васильківка            | Дніпропетровська область  | 5639           |
| Васищеве               | Харківська область        | 572            |
| Введенка               | Харківська область        | 5746           |
| Велика Білозерка       | Запорізька область        | 6156           |
| Велика Багачка         | Полтавська область        | 5345           |
| Велика Лепетиха        | Херсонська область        | 5543           |
| Велика Михайлівка      | Одеська область           | 4859           |
| Велика Новосілка       | Донецька область          | 6243           |
| Велика Олександрівка   | Херсонська область        | 5532           |
| Велика Писарівка       | Сумська область           | 5457           |
| Великий Березний       | Закарпатська область      | 3135           |
| Великий Бурлук         | Харківська область        | 5752           |
| Великий Глибочок       | Тернопільська область     | 352            |
| Великий Любінь         | Львівська область         | 3231           |
| Великі Бірки           | Тернопільська область     | 352            |
| Великі Дедеркали       | Тернопільська область     | 3558           |
| Великі Коровинці       | Житомирська область       | 4139           |
| Вендичани              | Вінницька область         | 4337           |
| Верхній Рогачик        | Херсонська область        | 5545           |
| Верхньодніпровськ      | Дніпропетровська область  | 5618           |
| Верховина              | Івано-Франківська область | 3432           |
| Веселе                 | Запорізька область        | 6136           |
| Веселинове             | Миколаївська область      | 5163           |
| Вижниця                | Чернівецька область       | 3730           |
| Вилкове                | Одеська область           | 4843           |
| Виноградів             | Закарпатська область      | 3143           |
| Виноградне             | Автономна Республіка Крим | 654            |
| Високий                | Харківська область        | 572            |
| Високопілля            | Херсонська область        | 5535           |
| Вишгород               | Київська область          | 4596           |
| Вишневе                | Київська область          | 4598           |
| Вишнівець              | Тернопільська область     | 3550           |
| Відрадне               | Автономна Республіка Крим | 654            |
| Вільногірськ           | Дніпропетровська область  | 5653           |
| Вільнянськ             | Запорізька область        | 6143           |
| Вільшани               | Харківська область        | 5763           |
| Вільшанка              | Кіровоградська область    | 5250           |
| ** Вінниця             |                           | 432            |
| Віньківці              | Хмельницька область       | 3846           |
| Вовчанськ              | Харківська область        | 5741           |
| Вознесенськ            | Миколаївська область      | 5134           |
| Волноваха              | Донецька область          | 6244           |
| Воловець               | Закарпатська область      | 3136           |
| Володарка              | Київська область          | 4569           |
| Володимир-Волинський   | Волинська область         | 3342           |
| Володимирець           | Рівненська область        | 3634           |
| Волочиськ              | Хмельницька область       | 3845           |
| Ворзель                | Київська область          | 4597           |
| Вороновиця             | Вінницька область         | 432            |
| Врадіївка              | Миколаївська область      | 5135           |
| Вуглегірськ            | Донецька область          | 6252           |
| Вугледар               | Донецька область          | 6273           |
| Гадяч                  | Полтавська область        | 5354           |
| Гайворон               | Кіровоградська область    | 5254           |
| Гайсин                 | Вінницька область         | 4334           |
| Галич                  | Івано-Франківська область | 3431           |
| Гаспра                 | Автономна Республіка Крим | 654            |
| Генічеськ              | Херсонська область        | 5534           |
| Герца                  | Чернівецька область       | 3734           |
| Гірник                 | Донецька область          | 6237           |
| Гірник                 | Львівська область         | 3249           |
| Гірницьке              | Донецька область          | 6256           |
| Глибока                | Чернівецька область       | 3734           |
| Глобине                | Полтавська область        | 5365           |
| Глухів                 | Сумська область           | 5444           |
| Гнівань                | Вінницька область         | 4355           |
| Гола Пристань          | Херсонська область        | 5539           |
| Голованівськ           | Кіровоградська область    | 5252           |
| Головине               | Житомирська область       | 4134           |
| Голуба Затока          | Автономна Республіка Крим | 654            |
| Голубівка              | Луганська область         | 6446           |
| Горішні Плавні         | Полтавська область        | 5348           |
| Горлівка               | Донецька область          | 6242           |
| Горностаївка           | Херсонська область        | 5544           |
| Городенка              | Івано-Франківська область | 3430           |
| Городище               | Черкаська область         | 4734           |
| Городниця              | Житомирська область       | 4141           |
| Городня                | Чернігівська область      | 4645           |
| Городок                | Львівська область         | 3231           |
| Городок                | Хмельницька область       | 3851           |
| Горохів                | Волинська область         | 3379           |
| Гостомель              | Київська область          | 4597           |
| Гоща                   | Рівненська область        | 3650           |
| Гребінка               | Полтавська область        | 5359           |
| Гресівський            | Автономна Республіка Крим | 652            |
| Гримайлів              | Тернопільська область     | 3557           |
| Гришківці              | Житомирська область       | 4143           |
| Гуйва                  | Житомирська область       | 4122           |
| Гуляйполе              | Запорізька область        | 6145           |
| Гурзуф                 | Автономна Республіка Крим | 654            |
| Гусятин                | Тернопільська область     | 3557           |
| Гути                   | Харківська область        | 5758           |
| Дашава                 | Львівська область         | 3245           |
| Дашів                  | Вінницька область         | 4345           |
| Дворічна               | Харківська область        | 5750           |
| Дебальцеве             | Донецька область          | 6249           |
| Демидівка              | Рівненська область        | 3637           |
| Деражня                | Хмельницька область       | 3856           |
| Дергачі                | Харківська область        | 5763           |
| Джанкой                | Автономна Республіка Крим | 6564           |
| Диканька               | Полтавська область        | 5351           |
| Димер                  | Київська область          | 4596           |
| Дмитрівка              | Чернігівська область      | 4635           |
| ** Дніпро              |                           | 56(2)          |
| Дніпрорудне            | Запорізька область        | 6175           |
| Добровеличківка        | Кіровоградська область    | 5253           |
| Добропілля             | Донецька область          | 6277           |
| Доброслав              | Одеська область           | 4855           |
| Довбиш                 | Житомирська область       | 4144           |
| Довжанськ              | Луганська область         | 6434           |
| Докучаєвськ            | Донецька область          | 6275           |
| Долина                 | Івано-Франківська область | 3477           |
| Долинська              | Кіровоградська область    | 5234           |
| Доманівка              | Миколаївська область      | 5152           |
| ** Донецьк             |                           | 62(2)          |
| Драбів                 | Черкаська область         | 4738           |
| Дрогобич               | Львівська область         | 3244           |
| Дружба                 | Житомирська область       | 4135           |
| Дружба                 | Сумська область           | 5456           |
| Дружківка              | Донецька область          | 6267           |
| Дубно                  | Рівненська область        | 3656           |
| Дубов'язівка           | Сумська область           | 5447           |
| Дубровиця              | Рівненська область        | 3658           |
| Дунаївці               | Хмельницька область       | 3858           |
| Енергодар              | Запорізька область        | 6139           |
| Есмань                 | Сумська область           | 5444           |
| Есхар                  | Харківська область        | 5746           |
| Євпаторія              | Автономна Республіка Крим | 6569           |
| Єланець                | Миколаївська область      | 5159           |
| Ємільчине              | Житомирська область       | 4149           |
| Єнакієве               | Донецька область          | 6252           |
| Жашків                 | Черкаська область         | 4747           |
| Жвирка                 | Львівська область         | 3257           |
| Жденієво               | Закарпатська область      | 3136           |
| Жидачів                | Львівська область         | 3239           |
| ** Житомир             |                           | 412            |
| Жмеринка               | Вінницька область         | 4332           |
| Жовква                 | Львівська область         | 3252           |
| Жовті Води             | Дніпропетровська область  | 5652           |
| Заводське              | Полтавська область        | 5356           |
| Залізничне             | Запорізька область        | 6145           |
| Заліщики               | Тернопільська область     | 3554           |
| Залізці                | Тернопільська область     | 3540           |
| Заозерне               | Автономна Республіка Крим | 6569           |
| ** Запоріжжя           |                           | 61(2)          |
| Зарічне                | Рівненська область        | 3632           |
| Заставна               | Чернівецька область       | 3737           |
| Захарівка              | Одеська область           | 4860           |
| Зачепилівка            | Харківська область        | 5761           |
| Збараж                 | Тернопільська область     | 3550           |
| Зборів                 | Тернопільська область     | 3540           |
| Звенигородка           | Черкаська область         | 4740           |
| Згурівка               | Київська область          | 4570           |
| Здолбунів              | Рівненська область        | 36522          |
| Зеленодольськ          | Дніпропетровська область  | 5655           |
| Зимогір'я              | Луганська область         | 6473           |
| Зідьки                 | Харківська область        | 5747           |
| Зіньків                | Полтавська область        | 5353           |
| Златопіль              | Харківська область        | 5748           |
| Зміїв                  | Харківська область        | 5747           |
| Знам'янка              | Кіровоградська область    | 5233           |
| Золотий Потік          | Тернопільська область     | 3544           |
| Золотники              | Тернопільська область     | 3551           |
| Золотоноша             | Черкаська область         | 4737           |
| Золочів                | Львівська область         | 3265           |
| Золочів                | Харківська область        | 5764           |
| Зоря                   | Рівненська область        | 362279         |
| Зуя                    | Автономна Республіка Крим | 6559           |
| Іваничі                | Волинська область         | 3372           |
| Іванівка               | Одеська область           | 4854           |
| Іванівка               | Херсонська область        | 5531           |
| Іванків                | Київська область          | 4591           |
| Іванопіль              | Житомирська область       | 4139           |
| ** Івано-Франківськ    |                           | 342(2)         |
| Ізмаїл                 | Одеська область           | 4841           |
| Ізюм                   | Харківська область        | 5743           |
| Ізяслав                | Хмельницька область       | 3852           |
| Іллінці                | Вінницька область         | 4345           |
| Інкерман               | Автономна Республіка Крим | 692            |
| Ірпінь                 | Київська область          | 4597           |
| Іршава                 | Закарпатська область      | 3144           |
| Іршанськ               | Житомирська область       | 4145           |
| Ічня                   | Чернігівська область      | 4633           |
| Кагарлик               | Київська область          | 4573           |
| Кадіївка               | Луганська область         | 6444           |
| Казанка                | Миколаївська область      | 5164           |
| Каланчак               | Херсонська область        | 5530           |
| Калинівка              | Вінницька область         | 4333           |
| Калита                 | Київська область          | 4594           |
| Калуш                  | Івано-Франківська область | 3472           |
| Кальміуське            | Донецька область          | 6253           |
| Камінь-Каширський      | Волинська область         | 3357           |
| Кам'янець-Подільський  | Хмельницька область       | 3849           |
| Кам'янка               | Черкаська область         | 4732           |
| Кам'янка-Бузька        | Львівська область         | 3254           |
| Кам'янка-Дніпровська   | Запорізька область        | 6138           |
| Кам'янське             | Дніпропетровська область  | 569(2)         |
| Канів                  | Черкаська область         | 4736           |
| Карлівка               | Полтавська область        | 5346           |
| Катеринопіль           | Черкаська область         | 4742           |
| Каховка                | Херсонська область        | 5536           |
| Кацівелі               | Автономна Республіка Крим | 654            |
| Кача                   | Севастополь               | 692            |
| Кварцитне              | Житомирська область       | 4148           |
| Кегичівка              | Харківська область        | 5755           |
| Кельменці              | Чернівецька область       | 3732           |
| Керч                   | Автономна Республіка Крим | 6561           |
| ** Київ **             |                           | 44             |
| Кирилівка              | Запорізька область        | 6131           |
| Ківерці                | Волинська область         | 3365           |
| Ківшарівка             | Харківська область        | 5742           |
| Кілія                  | Одеська область           | 4843           |
| Кіровське              | Автономна Республіка Крим | 6555           |
| Кіцмань                | Чернівецька область       | 3736           |
| Клавдієво-Тарасове     | Київська область          | 4577           |
| Кобеляки               | Полтавська область        | 5343           |
| Ковель                 | Волинська область         | 3352           |
| Ков'яги                | Харківська область        | 5753           |
| Кодима                 | Одеська область           | 4867           |
| Козача Лопань          | Харківська область        | 5763           |
| Козелець               | Чернігівська область      | 4646           |
| Козельщина             | Полтавська область        | 5342           |
| Козин                  | Київська область          | 4572           |
| Козлів                 | Тернопільська область     | 3547           |
| Козова                 | Тернопільська область     | 3547           |
| Козятин                | Вінницька область         | 4342           |
| Коктебель              | Автономна Республіка Крим | 6562           |
| Коломак                | Харківська область        | 5766           |
| Коломия                | Івано-Франківська область | 3433           |
| Комарно                | Львівська область         | 3231           |
| Комиш-Зоря             | Запорізька область        | 6147           |
| Комишуваха             | Запорізька область        | 6141           |
| Компаніївка            | Кіровоградська область    | 5240           |
| Конотоп                | Сумська область           | 5447           |
| Копайгород             | Вінницька область         | 4341           |
| Копичинці              | Тернопільська область     | 3557           |
| Кореїз                 | Автономна Республіка Крим | 654            |
| Корець                 | Рівненська область        | 3651           |
| Корнин                 | Житомирська область       | 4137           |
| Короп                  | Чернігівська область      | 4656           |
| Коропець               | Тернопільська область     | 3555           |
| Коростень              | Житомирська область       | 4142           |
| Коростишів             | Житомирська область       | 4130           |
| Коротич                | Харківська область        | 572            |
| Корсунь-Шевченківський | Черкаська область         | 4735           |
| Корюківка              | Чернігівська область      | 4657           |
| Косів                  | Івано-Франківська область | 3478           |
| Костопіль              | Рівненська область        | 3657           |
| Костянтинівка          | Донецька область          | 6272           |
| Котельва               | Полтавська область        | 5350           |
| Коцюбинське            | Київська область          | 4597           |
| Кочеток                | Харківська область        | 5746           |
| Краматорськ            | Донецька область          | 626(4)         |
| Красилів               | Хмельницька область       | 3855           |
| Красногвардійське      | Автономна Республіка Крим | 6556           |
| Красноград             | Харківська область        | 5744           |
| Краснокам'янка         | Автономна Республіка Крим | 654            |
| Краснокутськ           | Харківська область        | 5756           |
| Краснопавлівка         | Харківська область        | 5745           |
| Красноперекопськ       | Автономна Республіка Крим | 6565           |
| Краснопілля            | Сумська область           | 5459           |
| Кременець              | Тернопільська область     | 3546           |
| Кременчук              | Полтавська область        | 536(6)         |
| Кремінна               | Луганська область         | 6454           |
| Криве Озеро            | Миколаївська область      | 5133           |
| Кривий Ріг             | Дніпропетровська область  | 56(4)          |
| Крижопіль              | Вінницька область         | 4340           |
| Кринички               | Дніпропетровська область  | 5617           |
| Кролевець              | Сумська область           | 5453           |
| ** Кропивницький       |                           | 522            |
| Куликівка              | Чернігівська область      | 4643           |
| Кулиничі               | Харківська область        | 572            |
| Куп'янськ              | Харківська область        | 5742           |
| Курпати                | Автономна Республіка Крим | 654            |
| Кушугум                | Запорізька область        | 61(2)          |
| Ладижин                | Вінницька область         | 4343           |
| Лазурне                | Херсонська область        | 5537           |
| Ланівці                | Тернопільська область     | 3549           |
| Лебедин                | Сумська область           | 5445           |
| Леніне                 | Автономна Республіка Крим | 6557           |
| Летичів                | Хмельницька область       | 3857           |
| Лиман                  | Донецька область          | 6261           |
| Лиман                  | Харківська область        | 5747           |
| Липова Долина          | Сумська область           | 5452           |
| Липовець               | Вінницька область         | 4358           |
| Лисичанськ             | Луганська область         | 6451           |
| Лисянка                | Черкаська область         | 4749           |
| Лівадія                | Автономна Республіка Крим | 654            |
| Літин                  | Вінницька область         | 4347           |
| Лозова                 | Харківська область        | 5745           |
| Локачі                 | Волинська область         | 3374           |
| Лохвиця                | Полтавська область        | 5356           |
| Лубни                  | Полтавська область        | 5361           |
| ** Луганськ            |                           | 642            |
| Лугини                 | Житомирська область       | 4161           |
| Лутугине               | Луганська область         | 6436           |
| ** Луцьк               |                           | 332(2)         |
| Любар                  | Житомирська область       | 4147           |
| Любашівка              | Одеська область           | 4864           |
| Любешів                | Волинська область         | 3362           |
| Любомль                | Волинська область         | 3377           |
| Люботин                | Харківська область        | 572            |
| ** Львів               |                           | 32(2)          |
| Магдалинівка           | Дніпропетровська область  | 5611           |
| Макарів                | Київська область          | 4578           |
| Макіївка               | Донецька область          | 623(2)         |
| Мала Виска             | Кіровоградська область    | 5258           |
| Мала Данилівка         | Харківська область        | 5763           |
| Малин                  | Житомирська область       | 4133           |
| Малинівка              | Харківська область        | 5746           |
| Малокатеринівка        | Запорізька область        | 61(2)          |
| Мангуш                 | Донецька область          | 6297           |
| Маневичі               | Волинська область         | 3376           |
| Манченки               | Харківська область        | 572            |
| Маньківка              | Черкаська область         | 4748           |
| Марганець              | Дніпропетровська область  | 5665           |
| Маріуполь              | Донецька область          | 629            |
| Марійка                | Донецька область          | 6278           |
| Марківка               | Луганська область         | 6464           |
| Мар'янівка             | Житомирська область       | 4144           |
| Масандра               | Автономна Республіка Крим | 654            |
| Машівка                | Полтавська область        | 5364           |
| Межова                 | Дніпропетровська область  | 5630           |
| Мелітополь             | Запорізька область        | 614(2)         |
| Мельниця-Подільська    | Тернопільська область     | 3541           |
| Мена                   | Чернігівська область      | 4644           |
| Мерефа                 | Харківська область        | 572            |
| ** Миколаїв            |                           | 512            |
| Миколаїв               | Львівська область         | 3241           |
| Миколаївка             | Одеська область           | 4857           |
| Микулинці              | Тернопільська область     | 3551           |
| Миргород               | Полтавська область        | 5355           |
| Миронівка              | Київська область          | 4574           |
| Миропіль               | Житомирська область       | 4146           |
| Михайлівка             | Запорізька область        | 6132           |
| Міжгір'я               | Закарпатська область      | 3146           |
| Мілове                 | Луганська область         | 6465           |
| Млинів                 | Рівненська область        | 3659           |
| Могилів-Подільський    | Вінницька область         | 4337           |
| Молодіжне              | Автономна Республіка Крим | 652            |
| Монастириська          | Тернопільська область     | 3555           |
| Монастирище            | Черкаська область         | 4746           |
| Моршин                 | Львівська область         | 32606          |
| Мостиська              | Львівська область         | 3234           |
| Мукачеве               | Закарпатська область      | 3131           |
| Муровані Курилівці     | Вінницька область         | 4356           |
| Надвірна               | Івано-Франківська область | 3475           |
| Народичі               | Житомирська область       | 4140           |
| Недригайлів            | Сумська область           | 5455           |
| Немирів                | Вінницька область         | 4331           |
| Немирів                | Львівська область         | 3259           |
| Немішаєве              | Київська область          | 4577           |
| Нетішин                | Хмельницька область       | 3848           |
| Нижні Сірогози         | Херсонська область        | 5540           |
| Нижньогірський         | Автономна Республіка Крим | 6550           |
| Низи                   | Сумська область           | 542            |
| Ніжин                  | Чернігівська область      | 4631           |
| Нікольське             | Донецька область          | 6246           |
| Нікополь               | Дніпропетровська область  | 5662           |
| Нова Борова            | Житомирська область       | 4145           |
| Нова Водолага          | Харківська область        | 5740           |
| Нова Каховка           | Херсонська область        | 5549           |
| Нова Одеса             | Миколаївська область      | 5167           |
| Нова Ушиця             | Хмельницька область       | 3847           |
| Новгородка             | Кіровоградська область    | 5241           |
| Новгород-Сіверський    | Чернігівська область      | 4658           |
| Нове Село              | Тернопільська область     | 3543           |
| Новий Буг              | Миколаївська область      | 5151           |
| Новий Розділ           | Львівська область         | 3261           |
| Новий Світ             | Донецька область          | 6253           |
| Новий Світ             | Автономна Республіка Крим | 6566           |
| Нові Білокоровичі      | Житомирська область       | 4135           |
| Нові Санжари           | Полтавська область        | 5344           |
| Новоазовськ            | Донецька область          | 6296           |
| Новоайдар              | Луганська область         | 6445           |
| Новоархангельськ       | Кіровоградська область    | 5255           |
| Нововолинськ           | Волинська область         | 3344           |
| Нововоронцовка         | Херсонська область        | 5533           |
| Новоград-Волинський    | Житомирська область       | 4141           |
| Новогуйвинське         | Житомирська область       | 4122           |
| Новодністровськ        | Чернівецька область       | 3741           |
| Новомиколаївка         | Запорізька область        | 6144           |
| Новомиргород           | Кіровоградська область    | 5256           |
| Новомосковськ          | Дніпропетровська область  | 5612           |
| Новоозерне             | Автономна Республіка Крим | 6565           |
| Новоозерянка           | Житомирська область       | 4135           |
| Новопокровка           | Харківська область        | 5746           |
| Новопсков              | Луганська область         | 6463           |
| Новоселиця             | Чернівецька область       | 3733           |
| Новоселівське          | Автономна Республіка Крим | 6553           |
| Новотроїцьке           | Херсонська область        | 5548           |
| Новоукраїнка           | Кіровоградська область    | 5251           |
| Новояворівськ          | Львівська область         | 3256           |
| Носівка                | Чернігівська область      | 4642           |
| Обухів                 | Київська область          | 4572           |
| Овідіополь             | Одеська область           | 4851           |
| Овруч                  | Житомирська область       | 4148           |
| ** Одеса               |                           | 48(2)          |
| Окни                   | Одеська область           | 4861           |
| Олевськ                | Житомирська область       | 4135           |
| Олександрівка          | Донецька область          | 6269           |
| Олександрівка          | Кіровоградська область    | 5242           |
| Олександрія            | Кіровоградська область    | 5235           |
| Олешки                 | Херсонська область        | 5542           |
| Онуфріївка             | Кіровоградська область    | 5238           |
| Оратів                 | Вінницька область         | 4330           |
| Орджонікідзе           | Автономна Республіка Крим | 6562           |
| Ореанда                | Автономна Республіка Крим | 654            |
| Оржиця                 | Полтавська область        | 5357           |
| Оріхів                 | Запорізька область        | 6141           |
| Остер                  | Чернігівська область      | 4646           |
| Острог                 | Рівненська область        | 3654           |
| Охтирка                | Сумська область           | 5446           |
| Очаків                 | Миколаївська область      | 5154           |
| Павлоград              | Дніпропетровська область  | 5632           |
| Панютине               | Харківська область        | 5745           |
| Паркове                | Автономна Республіка Крим | 654            |
| Первомайськ            | Миколаївська область      | 5161           |
| Первомайське           | Автономна Республіка Крим | 6552           |
| Перевальськ            | Луганська область         | 6441           |
| Перемишляни            | Львівська область         | 3263           |
| Пересічне              | Харківська область        | 5763           |
| Перечин                | Закарпатська область      | 3145           |
| Переяслав              | Київська область          | 4567           |
| Порцелянове            | Житомирська область       | 4144           |
| Петриківка             | Дніпропетровська область  | 5634           |
| Петрове                | Кіровоградська область    | 5237           |
| Петропавлівка          | Дніпропетровська область  | 5631           |
| Печеніги               | Харківська область        | 5765           |
| Пирятин                | Полтавська область        | 5358           |
| Південне               | Харківська область        | 572            |
| Південноукраїнськ      | Миколаївська область      | 5136           |
| Підволочиськ           | Тернопільська область     | 3543           |
| Підгайці               | Тернопільська область     | 3542           |
| Пісківка               | Київська область          | 4577           |
| Пісочин                | Харківська область        | 572            |
| Піщанка                | Вінницька область         | 4349           |
| Плужне                 | Хмельницька область       | 3852           |
| Подільськ              | Одеська область           | 4862           |
| Погребище              | Вінницька область         | 4346           |
| Покотилівка            | Харківська область        | 572            |
| Покров                 | Дніпропетровська область  | 5667           |
| Покровськ              | Донецька область          | 6239           |
| Покровське             | Дніпропетровська область  | 5638           |
| Поліське               | Київська область          | 4592           |
| Пологи                 | Запорізька область        | 6165           |
| Полонне                | Хмельницька область       | 3843           |
| ** Полтава             |                           | 532(2)         |
| Полянка                | Житомирська область       | 4144           |
| Польова                | Харківська область        | 5763           |
| Понизівка              | Автономна Республіка Крим | 654            |
| Попасна                | Луганська область         | 6474           |
| Попільня               | Житомирська область       | 4137           |
| Почаїв                 | Тернопільська область     | 3546           |
| Поштове                | Автономна Республіка Крим | 6554           |
| Приазовське            | Запорізька область        | 6133           |
| Приколотне             | Харківська область        | 5752           |
| Прилуки                | Чернігівська область      | 4637           |
| Приморськ              | Запорізька область        | 6137           |
| Приморський            | Автономна Республіка Крим | 6562           |
| Пришиб                 | Запорізька область        | 6132           |
| Прудянка               | Харківська область        | 5763           |
| Пулини                 | Житомирська область       | 4131           |
| Пустомити              | Львівська область         | 3230           |
| Путивль                | Сумська область           | 5442           |
| Путила                 | Чернівецька область       | 3738           |
| П'ятихатки             | Дніпропетровська область  | 56510          |
| Рава-Руська            | Львівська область         | 3252           |
| Радехів                | Львівська область         | 3255           |
| Радивилів              | Рівненська область        | 3633           |
| Радомишль              | Житомирська область       | 4132           |
| Ратне                  | Волинська область         | 3366           |
| Рахів                  | Закарпатська область      | 3132           |
| Рені                   | Одеська область           | 4840           |
| Решетилівка            | Полтавська область        | 5363           |
| Ржищів                 | Київська область          | 4573           |
| ** Рівне               |                           | 362(2)         |
| Ріпки                  | Чернігівська область      | 4641           |
| Ровеньки               | Луганська область         | 6433           |
| Рогань                 | Харківська область        | 572            |
| Рогатин                | Івано-Франківська область | 3435           |
| Рожище                 | Волинська область         | 3368           |
| Рожнятів               | Івано-Франківська область | 3474           |
| Роздільна              | Одеська область           | 4853           |
| Розділ                 | Львівська область         | 3241           |
| Роздольне              | Автономна Республіка Крим | 6553           |
| Розівка                | Запорізька область        | 6162           |
| Рокитне                | Київська область          | 4562           |
| Рокитне                | Рівненська область        | 3635           |
| Романів                | Житомирська область       | 4146           |
| Ромни                  | Сумська область           | 5448           |
| Рубіжне                | Луганська область         | 6453           |
| Рудниця                | Вінницька область         | 4349           |
| Ружин                  | Житомирська область       | 4138           |
| Савинці                | Харківська область        | 5749           |
| Саврань                | Одеська область           | 4865           |
| Саки                   | Автономна Республіка Крим | 6563           |
| Самбір                 | Львівська область         | 3236           |
| Санаторне              | Автономна Республіка Крим | 654            |
| Сарата                 | Одеська область           | 4848           |
| Сарни                  | Рівненська область        | 36552          |
| Сахновщина             | Харківська область        | 5762           |
| Свалява                | Закарпатська область      | 3133           |
| Сватове                | Луганська область         | 6471           |
| Світловодськ           | Кіровоградська область    | 5236           |
| ** Севастополь         |                           | 692            |
| Селидове               | Донецька область          | 6237           |
| Сентяківка             | Луганська область         | 6473           |
| Семенівка              | Полтавська область        | 5341           |
| Семенівка              | Чернігівська область      | 4659           |
| Середина-Буда          | Сумська область           | 5451           |
| Сєвєродонецьк          | Луганська область         | 6452           |
| Синельникове           | Дніпропетровська область  | 5615           |
| Сімеїз                 | Автономна Республіка Крим | 654            |
| ** Сімферополь         |                           | 652            |
| Скадовськ              | Херсонська область        | 5537           |
| Скала-Подільська       | Тернопільська область     | 3541           |
| Скалат                 | Тернопільська область     | 3543           |
| Сквира                 | Київська область          | 4568           |
| Сколе                  | Львівська область         | 3251           |
| Славське               | Львівська область         | 3251           |
| Славута                | Хмельницька область       | 3842           |
| Славутич               | Київська область          | 4579           |
| Слатине                | Харківська область        | 5763           |
| Святогірськ            | Донецька область          | 6262           |
| Слобожанське           | Харківська область        | 5747           |
| Слобожанське           | Харківська область        | 5755           |
| Слов'яносербськ        | Луганська область         | 6473           |
| Слов'янськ             | Донецька область          | 6262           |
| Сміла                  | Черкаська область         | 4733           |
| Снігурівка             | Миколаївська область      | 5162           |
| Сніжне                 | Донецька область          | 6256           |
| Сновськ                | Чернігівська область      | 4654           |
| Снятин                 | Івано-Франківська область | 3476           |
| Совєтський             | Автономна Республіка Крим | 6551           |
| Совєтське              | Автономна Республіка Крим | 654            |
| Сокаль                 | Львівська область         | 3257           |
| Сокиряни               | Чернівецька область       | 3739           |
| Сокологірськ           | Луганська область         | 6455           |
| Солоне                 | Дніпропетровська область  | 5616           |
| Солоницівка            | Харківська область        | 5763           |
| Сорокине               | Луганська область         | 6435           |
| Сосниця                | Чернігівська область      | 4655           |
| Софіївка               | Дніпропетровська область  | 5650           |
| Срібне                 | Чернігівська область      | 4639           |
| Ставище                | Київська область          | 4564           |
| Станиця Луганська      | Луганська область         | 6472           |
| Стара Вижівка          | Волинська область         | 3346           |
| Стара Синява           | Хмельницька область       | 3850           |
| Старий Крим            | Автономна Республіка Крим | 6555           |
| Старий Мерчик          | Харківська область        | 5753           |
| Старий Салтів          | Харківська область        | 5741           |
| Старий Самбір          | Львівська область         | 3238           |
| Старобешеве            | Донецька область          | 6253           |
| Старобільськ           | Луганська область         | 6461           |
| Старокостянтинів       | Хмельницька область       | 3854           |
| Сторожинець            | Чернівецька область       | 3735           |
| Стрижавка              | Вінницька область         | 432            |
| Стебник                | Львівська область         | 3244           |
| Стрий                  | Львівська область         | 3245           |
| Судак                  | Автономна Республіка Крим | 6566           |
| ** Суми                |                           | 542            |
| Сутиски                | Вінницька область         | 4355           |
| Талалаївка             | Чернігівська область      | 4634           |
| Тальне                 | Черкаська область         | 4731           |
| Тараща                 | Київська область          | 4566           |
| Тарутине               | Одеська область           | 4847           |
| Татарбунари            | Одеська область           | 4844           |
| Теофіполь              | Хмельницька область       | 3844           |
| Теплик                 | Вінницька область         | 4353           |
| Теребовля              | Тернопільська область     | 3551           |
| ** Тернопіль           |                           | 352            |
| Тернувате              | Запорізька область        | 6144           |
| Тетіїв                 | Київська область          | 4560           |
| Тиврів                 | Вінницька область         | 4355           |
| Тисмениця              | Івано-Франківська область | 3436           |
| Тлумач                 | Івано-Франківська область | 3479           |
| Токмак                 | Запорізька область        | 6178           |
| Томаківка              | Дніпропетровська область  | 5668           |
| Томашпіль              | Вінницька область         | 4348           |
| Торецьк                | Донецька область          | 6247           |
| Троїцьке               | Луганська область         | 6456           |
| Тростянець             | Вінницька область         | 4343           |
| Тростянець             | Сумська область           | 5458           |
| Трускавець             | Львівська область         | 3247           |
| Тульчин                | Вінницька область         | 4335           |
| Турбів                 | Вінницька область         | 4358           |
| Турійськ               | Волинська область         | 3363           |
| Турка                  | Львівська область         | 3269           |
| Тячів                  | Закарпатська область      | 3134           |
| ** Ужгород             |                           | 312(2)         |
| Узин                   | Київська область          | 4563           |
| Українка               | Київська область          | 4572           |
| Умань                  | Черкаська область         | 4744           |
| Устинівка              | Кіровоградська область    | 5239           |
| Утківка                | Харківська область        | 572            |
| Фастів                 | Київська область          | 4565           |
| Феодосія               | Автономна Республіка Крим | 6562           |
| Форос                  | Автономна Республіка Крим | 654            |
| ** Харків              |                           | 57(2)          |
| Харцизьк               | Донецька область          | 6257           |
| ** Херсон              |                           | 552            |
| ** Хмельницький        |                           | 382(2)         |
| Хмільник               | Вінницька область         | 4338           |
| Хорол                  | Полтавська область        | 5362           |
| Хоростків              | Тернопільська область     | 3557           |
| Хорошеве               | Харківська область        | 572            |
| Хорошів                | Житомирська область       | 4145           |
| Хотінь                 | Сумська область           | 542            |
| Хотин                  | Чернівецька область       | 37312          |
| Хрестівка              | Донецька область          | 6250           |
| Христинівка            | Черкаська область         | 4745           |
| Хрустальний            | Луганська область         | 6432           |
| Хуст                   | Закарпатська область      | 3142           |
| Царичанка              | Дніпропетровська область  | 5610           |
| Цумань                 | Волинська область         | 3348           |
| Чаплинка               | Херсонська область        | 5538           |
| Чемерівці              | Хмельницька область       | 3859           |
| Червоне                | Житомирська область       | 4136           |
| Червоноград            | Львівська область         | 3249           |
| ** Черкаси             |                           | 472            |
| Черкаська Лозова       | Харківська область        | 5763           |
| ** Чернівці            |                           | 372(2)         |
| Чернівці               | Вінницька область         | 4357           |
| ** Чернігів            |                           | 462(2)         |
| Чернігівка             | Запорізька область        | 6140           |
| Черняхів               | Житомирська область       | 4134           |
| Чечельник              | Вінницька область         | 4351           |
| Чигирин                | Черкаська область         | 4730           |
| Чистякове              | Донецька область          | 6254           |
| Чкаловське             | Харківська область        | 5746           |
| Чоп                    | Закарпатська область      | 3137           |
| Чоповичі               | Житомирська область       | 4133           |
| Чорнобай               | Черкаська область         | 4739           |
| Чорнобиль              | Київська область          | 4593           |
| Чорноморськ            | Одеська область           | 4868           |
| Чорноморське           | Автономна Республіка Крим | 6558           |
| Чорнухи                | Полтавська область        | 5340           |
| Чортків                | Тернопільська область     | 3552           |
| Чугуїв                 | Харківська область        | 5746           |
| Чуднів                 | Житомирська область       | 4139           |
| Чутове                 | Полтавська область        | 5347           |
| Шалигине               | Сумська область           | 5444           |
| Шаргород               | Вінницька область         | 4344           |
| Шахтарськ              | Донецька область          | 6255           |
| Шахтарське             | Дніпропетровська область  | 5633           |
| Шацьк                  | Волинська область         | 3355           |
| Шевченкове             | Харківська область        | 5751           |
| Шепетівка              | Хмельницька область       | 3840           |
| Широке                 | Дніпропетровська область  | 5657           |
| Ширяєве                | Одеська область           | 4858           |
| Шишаки                 | Полтавська область        | 5352           |
| Шкло                   | Львівська область         | 3259           |
| Шостка                 | Сумська область           | 5449           |
| Шпола                  | Черкаська область         | 4741           |
| Шумськ                 | Тернопільська область     | 3558           |
| Щебетовка              | Автономна Республіка Крим | 6566           |
| Щолкіне                | Автономна Республіка Крим | 6557           |
| Юріївка                | Дніпропетровська область  | 5635           |
| Яблунець               | Житомирська область       | 4149           |
| Яворів                 | Львівська область         | 3259           |
| Яготин                 | Київська область          | 4575           |
| Якимівка               | Запорізька область        | 6131           |
| Ялта                   | Донецька область          | 6297           |
| Ялта                   | Автономна Республіка Крим | 654            |
| Ямпіль                 | Вінницька область         | 4336           |
| Ямпіль                 | Сумська область           | 5456           |
| Ямпіль                 | Хмельницька область       | 3841           |
| Яремче                 | Івано-Франківська область | 3434           |
| Ярмолинці              | Хмельницька область       | 3853           |
| Ясинувата              | Донецька область          | 6236           |